# سيفاوي باسق
سيفاوي باسق و يسمى أيضا سرخس بوسطن (الاسم العلمي:Nephrolepis exaltata) هو نوع من النبات يتبع جنس السيفاوي من الفصيلة اللومارية. ويتميز بجماله وبأوراقه المدلاة الرشيقة.